# Clock Face (Bergwerk)
Die Clock Face Colliery war ein Steinkohlenbergwerk im Vorort Sutton der Stadt St Helens in Lancashire. Sie förderte von 1904 bis 1965 und erhielt ihren Namen von dem großen Zifferblatt (engl. Clock Face) auf dem Werksgelände.

## Geschichte

### Konsolidierung der Gesellschaft
Im Jahre 1893 konsolidierte sich die Bold Hall Estate Ltd., benannt nach einem alten Herrenhaus, auf dessen Grund und Boden die Grube errichtet werden sollte. Zu den Teilhabern gehörten zeitgenössischen Berichten zufolge ein Schiffseigner, zwei Mühlenbetreiber, ein Zuckerfabrikant und diverse Honoratioren der Stadt Saint Helens, darunter David Gamble, der Begründer des Gamble-Instituts, dem Vorläufer des St-Helens-Colleges.

### Schwere Anfangsjahre
Die Gesellschaft kaufte insgesamt 1500 Acres (rund 6 km²) Land auf und begann zeitgleich, drei Schächte in die Erde zu treiben. Schacht 1 und 2 erreichten 500 Fuß (ca. 170 m), ehe Wassereinbrüche alle Arbeiten stoppten. Hierbei gab es bereits die ersten Todesfälle auf dem Bergwerk. Im Jahre 1900 wurden alle Arbeiten eingestellt, da die Gesellschaft finanziell ausgeblutet war; 250 Arbeiter mussten entlassen werden.
Im Jahre 1904 übernahm die Wigan Coal and Iron Company die bankrotte Gesellschaft und setzte die Teufarbeiten fort. Schacht 1 erhielt eine Pumpe zum Sümpfen des Grubenfeldes. Täglich wurden rund 700.000 Gallonen (3200 m³) Wasser gehoben, von denen 500.000 an St Helens als Trinkwasser verkauft wurden. Bald darauf wurde die regelmäßige Kohleförderung aufgenommen.
Ab 1914 begann Sutton durch den Zuzug von Bergleuten zu wachsen. Etwa zur selben Zeit entstand ein eigener Gleisanschluss nach Springs Branch bei Wigan, von wo aus die London and North Western Railway den Weitertransport übernahm.
Außerdem entstand eine Arbeitersiedlung mit 122 Wohnhäusern, die heute den Kern der Siedlung „Clock Face“ bilden. Dies war auch der Name einer Bahnstation der Strecke von St Helens nach Runcorn Gap, die 1951 stillgelegt und abgerissen wurde.

### Streiks und wilde Förderung
Die britischen Bergarbeiter-Streiks der 1920er Jahre gingen auch an Clock Face nicht spurlos vorbei. Als die Grubenverwaltung auf den landesweiten Ausstand von 1926 mit Aussperrung reagierte, griffen viele Arbeitslose mit ihren Familien zur Selbsthilfe und wühlten in den Abraumhalden nach Kohle. Diese illegale und gefährliche Schwarzarbeit führte zu Unfällen und erregte ein landesweites Medienecho, was die Kontroversen zwischen den Arbeitskampf-Parteien weiter anheizte.

### Die Jahre des Wachstums
Erst 1939 wurde auf Clock Face eine betriebseigene Waschkaue eingerichtet. Durch weitere Modernisierungen nach dem Zweiten Weltkrieg konnte die Jahresförderung auf 160.000 Tonnen Kohle gesteigert werden, erwirtschaftet von bis zu 700 Beschäftigten.
Aufgrund schwieriger Lagerungsverhältnisse, die den weiteren Betrieb unwirtschaftlich erscheinen ließen, wurde Clock Face im Oktober 1965 durch das National Coal Board zur Schließung angemeldet und im Sommer 1966 stillgelegt. Gegen die Schließung gerichtete Proteste der Bergleute, wie ein untertägiger Sitzstreik im November 1965, als 250 Bergleute kurzfristig auf umliegende Bergwerke verlegt werden sollten, blieben erfolglos.

## Spurensuche
Auf dem Gelände der Schachtanlage befindet sich seit ca. 1990 der „Clock Face Colliery Country Park“, ein Landschaftspark mit einer Ausdehnung von ca. 57 Acres (203.000 m²).